# Lista de episódios de Sword Art Online
Lista de episódios de Sword Art Online compreende uma lista de episódios do série anime Sword Art Online, baseado no mangá de mesmo nome, escrito por Reki Kawahara.

## Primeira Temporada

### Arco: Aincrad (SAO)
Aincrad é o primeiro arco da 1.ª temporada de SAO, correspondente aos episódios 01-14. Para estes episódios, foram usados dois temas musicais:
- "Crossing Field" (LiSA) - Abertura (EP 02-14); Encerramento (EP 01)
- "Yume Sekai" (Haruka Tomatsu) - Encerramento (EP 02-14)

| # | Título                                              | Exibição original      |
| --- | --------------------------------------------------- | ---------------------- |
| 1 | "O Mundo das Espadas" (剣の世界)                    | 7 de julho de 2012     |
| Kirito junta-se a 10.000 outros jogadores e entra em Sword Art Online, onde conhece Klein que lhe pede ajuda sobre como jogar. Ao anoitecer, eles descobrem que não é possível sair do jogo, já que o botão de "Logout" desaparecera do menu do jogo. Após teleportar todos os jogadores para uma área fechada, Akihiko Kayaba, criador do jogo, revela que isto não é um erro, mas sim uma real função dele. Os players são ainda informados de que se o seu capacete for retirado, ou se a sua barra de de HP chegar a 0, o NerveGear irá fritar o cérebro do seu usuário, tornando derrotar o boss final no 100.º andar, a única chance de escapar deste mundo. |                                                     |                        |
| 2 | "Beater" (ビーター)                                 | 14 de julho de 2012    |
| Após meses desde o início do jogo, o boss do primeiro andar é finalmente descoberto, e os jogadores mais fortes reúnem-se para planear como o irão matar. Durante a luta, Diabel avança sozinho, falhando ao seu próprio plano, o que acaba por causar a sua morte. Kirito e Asuna avançam sobre o boss e terminam a batalha. Alguns dos jogadores acusam Kirito de ser um Beta Tester e um cheater, criando o título Beater. |                                                     |                        |
| 3 | "Rena do Nariz Vermelho" (赤鼻のトナカイ)           | 21 de julho de 2012    |
| Kirito, apesar de ser um player solo, junta-se aos Moonlit Black Cats onde conhece Sachi, uma garota que durante uma conversa revela com tristeza o seu medo de morrer. Ao explorar uma dungeon muito a cima dos seus níveis, o grupo cai numa armadilha de qual apenas Kirito sai vivo. Na noite de natal, Kirito enfrenta um boss para recolher um item aparentemente capaz de trazer uma pessoa de volta à vida. A desilusão chega quando Kirito se apercebe que o item só funciona para os primeiros 10 segundos após a morte do jogador. Kirito recebe uma mensagem de despedida deixada por Sachi, que já sabendo que iria morrer, decidiu gravar uma mensgem para que Kirito não se sentisse culpado. |                                                     |                        |
| 4 | "O Espadachim Negro" (黒の剣士)                     | 28 de julho de 2012    |
| Silica abandona a sua guild após se desentender com a sua líder Rosalia, mas é atacada por monstros enquanto seguia sozinha pela floresta e Pina, seu dragão de estimação, sacrifica-se para a proteger. Kirito chega e salva-a, informando-a de que ainda há chance de salvar Pina. Os dois recuperam a Flor Pneuma, item necessário para a reviver. Rosalia ordena aos seus cúmplices que ataquem Kirito, porem este não sofre qualquer dano, pois a velocidade à qual o seu HP se regenera é bastante superior à velocidade a que os atacantes possam infligir mais dano . Rosalia e o seu grupo são derrotados e presos. De volta à cidade, Silica usa o item e revive Pina. |                                                     |                        |
| 5 | "Um Crime Entre Paredes" (圏内事件)                 | 4 de agosto de 2012    |
| Durante um encontro de guilds no 56.º andar, Asuna, que se tornou vice-líder (Second in Command) dos Kinghts of Blood Oath, propõe o plano de atrair o boss para uma aldeia, e destruí-lo enquanto este se distrai com os NPC's, plano este que Kirito não apoia. Asuna encontra Kirito deitado na relva e informa irritada que todos estão a trabalhar enquanto ele apenas dorme, mas é convencida a parar para descansar. Ela acaba por adormecer, e para compensar Kirito por ficar de vigia, leva-o para uma refeição juntos. Durante esse encontro, Kirito e Asuna, ouvem um grito e dirigirem-se à origem do som, deparando-se como um homem preso por uma corda ao pescoço, com uma espada cravada no peito. Uma mulher chamada Yoiko oferece-lhes informações, mas durante o interrogatório uma adaga perfura as suas costas fazendo-a cair da janela. Kirito segue uma figura encapuzada sobre os telhados, porém esta usa um cristal de teleporte e desaparece antes que Kirito a possa alcançar. |                                                     |                        |
| 6 | "O Vingador Fantasma" (幻の復讐者)                  | 11 de agosto de 2012   |
| Kirito e Asuna continuam desvendando os assassinatos de Kains e Yoiko, ex-membros da guild Golden Apple. Schmit (outro ex-integrante) afirma que o assassino é o fantasma de Griselda, líder do grupo. Yoiko e Kains enfrentam-no junto ao túmulo de Griselda para desvendar a verdadeira identidade do assassino. Eles são atacados por membros da guild de players vermelhos Laughing Coffin, mas Kirito aparece seguido de Asuna que trazia consigo Grimlock, o verdadeiro autor do crime. |                                                     |                        |
| 7 | "A Temperatura do Coração" (心の温度)               | 18 de agosto de 2012   |
| Kirito pretende adquirir uma nova espada, pedindo então ajuda a Lisbeth, que durante a aventura se apaixona por ele. |                                                     |                        |
| 8 | "A Dança das Espadas Preta e Branca" (黒と白の剣舞) | 25 de agosto de 2012   |
| Kirito e Asuna juntam-se para explorar a dungeon do 74.º andar, mas Kuradel, que havia sido indicado para protejer Asuna, enfrenta Kirito num duelo prometendo deixá-los sozinhos caso Kirito vença. Após uma vitória rápida, Kirito e Asuna prosseguem a sua aventura. |                                                     |                        |
| 9 | "O Monstro de Olhos Azuis" (青目の悪魔)             | 1 de setembro de 2012  |
| Kirito e Asuna, limpam a masmorra e encontram-se com Klein e seu grupo. O comandante do exército Aincrad Liberation Force exige o mapa para que possam enfrentar o boss do andar, apesar do cansaço óbvio dos seus soldados. Kirito, Asuna e o grupo de Klein correm para os ajudar. Ao ver a carnificina na sala do boss, Kirito usa sua habilidade "Dual Blade" destruindo o monstro sozinho. Heathcliff, líder dos Knights of the Blood Oath, faz uma proposta a Kirito: Os dois enfrentar-se-iam num duelo, se Kirito vencer, Asuna estará dispensada dos seus serviços e podem deixar a guild. Caso contrário, Kirito passa também a ser um integrante da guild. Kirito aceita a proposta. |                                                     |                        |
| 10 | "Intenção de Matar" (紅の殺意)                      | 8 de setembro de 2012  |
| Kirito perde o duelo, sendo forçado a se juntar a guild de Asuna. Kirito é levado por Godfrey para ter as suas capacidades avaliadas, juntamente com Kurandeel. Kirito e Godfrey são envenenados com o efeito de paralisa. Kurandeel revela ser membro dos Laughing Coffin, mata Godfrey e ataca Kirito que é salvo por Asuna no último momento. Kirito e Asuna beijam-se e prometem nunca mais se separar. Kirito passa a noite na casa de Asuna acabando por pedi-la em casamento. |                                                     |                        |
| 11 | "A Garota no Orvalho da Manhã" (朝露の少女)         | 15 de setembro de 2012 |
| Kirito e Asuna acabam por se casar e tiram férias, comprando uma cabana no 22.º andar. O casal encontra uma garota que se identifica como Yui, e que não exibe cursor sobre a sua cabeça como um players deveria, mas tem diálogos demasiado complexos para ser um NPC. Já que Yui estava perdida e não tem qualquer memória do que é, o casal decide adota-la. |                                                     |                        |
| 12 | "O Coração de Yui" (ユイの心)                       | 22 de setembro de 2012 |
| Kirito, Asuna e Yui dirigem-se a uma igreja, onde uma mulher chamada Sasha cuida das crianças mais novas presas naquele mundo. No entanto, uma player de nome Yuilier chega para requisitar a ajuda de Kirito e Asuna num resgate. Ao chegar ao local, são surpreendidos por um monstro identificado como "Fatal Scythe", bastante mais poderoso do que os que já virão até então. Yui recupera as suas memórias, lembrando-se de que é uma inteligência artificial criada para ajudar os jogadores que necessitassem de ajuda psicológica, mas que havia sido impedida de interagir com eles no início do jogo. Após Yui vencer o monstro com apenas um golpe, despede-se de Kirito e Asuna que considera como pais, já que o sistema reconhece-la-á como uma interferência e irá deleta-la . Kirito usa o console do "Game Master" para salvar os dados de Yui num item, o "Coração de Yui". |                                                     |                        |
| 13 | "À Beira do Abismo do Inferno" (奈落の淵)           | 29 de setembro de 2012 |
| Enquanto pesca, Kirito encontra Nishida, um ávido pescador que lhe conta que apesar das suas excelentes habilidades de pesca, é incapaz de cozinhar pratos deliciosos com o que ele pega devido ao baixa capacidade de cozinha. Kirito convida-o a sua casa, onde Asuna cozinha o peixe que ele pegou. Kirito e Nishida unem forças para capturar o rei dos peixes, que revela ser um monstro enorme, que é logo morto por Asuna. Kirito recebe uma mensagem de Heathcliff. Ele e Asuna dirigem-se ao 75.º andar onde se encontram com os Knights of Blood Oath, entre outras tantas equipas para enfrentar o boss do andar. Uma vez lá dentro, o grupo é atacado pelo esquelético "The Reaper Skull". |                                                     |                        |
| 14 | O Fim do Mundo (世界は終わりです。)                 | 6 de outubro de 2012   |
| Após a derrota do monstro, Kirito ataca Heathcliff de surpresa, recebendo o aviso de "Objecto Imortal". Heathcliff revela então ser Kayaba, imobiliza todos os outros jogadores e propõem a Kirito um novo duelo que se vencido desencadeará na libertação de tods os jogadores presa em Aincrad. Kirito aceita, e após a batalha, Heathcliff consegue partir a espada de Kirito,porem, ao dar o golpe final, Asuna liberta-se da sua paralisia e atira-se contra o ataque. Kirito é morto, mas a sua força de vontade volta a dar-lhe vida por tempo suficiente para para perfurar Heathcliff com a espada de Asuna, matando o boss final e terminando o jogo. Kirito acorda no hospital após dois anos preso no mundo virtual e cambaleia para fora dos hospital a fim de encontrar Asuna. |                                                     |                        |

|  |  |  |

### Arco: Fairy Dance (ALO)
Fairy Dance é o segundo arco da 1.ª temporada de SAO, correspondente aos episódios 15 ao 25. Foram usados três temas:
- "Innocence" (Eir Aoi) - Abertura (EP 15-24) (Não houve abertura no episódio 25)
- "Overfly" (Luna Haruna) - Encerramento (EP 15-24)
- "Crosing Field" (LiSA) - Encerramento Especial (EP 25)

| # | Título                                            | Exibição original      |
| --- | ------------------------------------------------- | ---------------------- |
| 15 | "O Retorno" (帰還)                                | 13 de outubro de 2012  |
| Kirito descobre que mesmo após o fim de Aincrad, cerca de 300 jogadores, incluindo Asuna, ainda não acordaram. Ele dirige-se ao hospital para visitar Asuna, encontrando lá o pai de Asuna e Nobuyuki Sugou, presidente da RCT, que informa Kirito de que se casará com Asuna dentro de uma semana. Kirito reencontra Agil que lhe mostra o jogo Alfheim Online, onde houve supostos avistamentos de Asuna no topo da Árvore do Mundo, lugar até ao momento inalcançável. Kirito decide salvá-la. |                                                   |                        |
| 16 | "A Terra das Fadas" (おとぎの国)                  | 20 de outubro de 2012  |
| Ao entrar em Alfheim Online, Kirito descobre que os itens recolhidos em Aincrad não podem ser usados, excepto o Coração de Yui que após usado trás a sua filha adoptiva de volta à vida. Ao tentar aprender a voar, Kirito encontra uma jogadora cercada por players rivais. Ele ajuda então a fada que se identifica com Leafa, sem saber que quem estava por trás dela era a sua irmã. |                                                   |                        |
| 17 | "A Rainha Refém" (キャプティブ女王)               | 27 de outubro de 2012  |
| Asuna continua aprisionada no topo da Árvore do Mundo por Oberon, avatar de Nobuyuki Sugou, que pretende casar com ela em poucos dias. Kirito e Leafa começam a jornada para a salvar. |                                                   |                        |
| 18 | "Em Direção à Árvore do Mundo" (世界樹へ)         | 3 de novembro de 2012  |
| Suguha relembra como se envolveu em Alfheim Online. Na escola ela encontra Shinichi Nagata, que controla o avatar Recon, e revela-lhe que vai abandonar a equipa para ajudar Kirito. Enquanto isso, Asuna consegue o código da tecla de bloqueio da gaiola onde está aprisionada. |                                                   |                        |
| 19 | "O Corredor Lugru" (ルグルー回廊)                 | 10 de novembro de 2012 |
| No caminho para a Árvore do Mundo, Kirito e Leafa atravessam uma grande caverna e defendem-se contra um grupo de jogadores da equipa Salamander. |                                                   |                        |
| 20 | "O General da Chama Ardente" (燃える炎の一般的な) | 17 de novembro de 2012 |
| Para completar a Grande Quest, missão necessária para chegar ao topo da Árvore do Mundo, que até então ninguém completou devido ao seu alto nível de dificuldade, os Sylphs e Cat Siths decidem fazer uma reunião para se aliarem, mas os Salamanders decidem atacar. Kirito e Leafa chegam à reunião minutos antes do ataque. Kirito voa até Eugene, general dos Salamanders e propõe um duelo. |                                                   |                        |
| 21 | "A Verdade Sobre Alfheim" (アールヴヘイムの真実)  | 24 de novembro de 2012 |
| Kirito e Leafa chegam à base Árvore do Mundo. Asuna tenta dar Logout através do servidor principal, mas é apanhada pelos seguranças de Oberon, que a levam de volta à cela e alteram o código deixando Asuna novamente indefesa. |                                                   |                        |
| 22 | "O Grande Desafio" (グランド·クエスト)            | 1 de dezembro de 2012  |
| Ao ouvir Yui, Asuna deixa cair um Cartão de Acesso para que saibam que ela está a ouvir. Kirito inicia a Grand Quest, mas é atacado pelos sentinelas e morre. Leafa resgata e revive Kirito, que apesar de ter falhado decide avançar de novo. Leafa tenta convence-lo de que não vai conseguir, mas durante a conversa Leafa descobre que Kirito é na verdade seu irmão, e sente-se devastada por se ter apaixonado pelo seu irmão pela segunda vez, e confessa a Kirito os seus sentimentos. |                                                   |                        |
| 23 | "Laços" (绊)                                      | 08 de dezembro de 2012 |
| Após descobrirem que são irmãos, Leafa e Kirito recuperaram a confiança um no outro, e junto com Recon decidem tentar de novo, desta vez juntos. Durante a batalha, os Sylphs e Cat Siths entram também para ajudar, criando uma passagem para Kirito. |                                                   |                        |
| 24 | "O Herói Dourado" (鍍金の勇者)                    | 15 de dezembro de 2012 |
| Kirito e Yui alcançam o topo da Árvore do Mundo e encontram Asuna. Oberon aparece e usando os poderes que tem sobre o jogo controla Kirito enquanto abusa sexualmente de Asuna. Kirito é incentivado pela sombra de Kayaba a não desistir e usando o seu ID consegue impedir os poderes de Oberon, uma vez que Alfheim Online foi criado a partir de Sword Art Online. Kirito diminui o absorvedor de dor para 0 fazendo com que possa causar danos físicos, diminui o nível de Oberon para 1 e entrega-lhe a lendária espada excalibur para que se possa defender. Kirito acaba por derrotá-lo facilmente, e mata brutalmente o seu avatar pelo mal que causou a Asuna. Akihiko Kayaba, entrega a Kirito a Semente do Mundo. Kirito acorda e dirige-se ao hospital para ver Asuna. NOTA: Este episódio gerou controvérsias quando lançou em Taiwan, devido às cenas de estupro envolvendo Oberon e Asuna, além de cenas de violência e sangue provocadas por Kirito e Oberon. |                                                   |                        |
| 25 | "A Semente do Mundo" (世界の種子)                 | 22 de dezembro de 2012 |
| Após a derrota no mundo de Alfheim, Nobuyuki Sugou tenta acertar contas com Kirito emboscando-o no caminho para o hospital utilizando uma faca. Kirito consegue desarmá-lo e deixa-o na rua apavorado, seguindo para o quarto de Asuna. Dias depois, os ex-jogadores encontram-se no bar de Agil para celebrar a vitória de Kirito em SAO. Kirito vê os resultados da Semente do Mundo, mantida por Agil, o que possibilitou que Aincrad fosse incorporada ao mundo de Alfheim. Os créditos especiais deste episódio mostram algumas imagens marcantes da temporada, ao som de "Crossing Field" (LiSA). Não houve tema de abertura neste episódio. |                                                   |                        |

## Segunda Temporada

### Arco: Phantom Bullet (GGO)
Phantom Bullet é o primeiro arco da 2.ª temporada de SAO correspondente aos episódios 26-39, mais um episódio especial. Foram usados dois temas:
- "Ignite" (Eir Aoi) - Abertura (EP 02-13 e 14.5), Encerramento (EP 01) (Não houve abertura no episódio 01)
- "Startear" (Luna Haruna) - Encerramento (EP 02-14 e 14.5)

| #S | #E   | Título                                                                                             | Exibição original      |
| --- | ---- | -------------------------------------------------------------------------------------------------- | ---------------------- |
| 26 | 1    | "O Mundo das Armas" (銃の世界)                                                                     | 05 de julho de 2014    |
| Um sobrevivente de SAO denominado Death Gun mata misteriosamente Zexceed, um famoso jogador de GunGale Online, utilizando uma bala virtual. Kirito descobre o estranho caso e decide investigar. NOTA: A música "Ignite" aparece como encerramento deste episódio. |      | |                        |
| 27 | 2    | «Sniper Of Ice»«Koori no Sogekishu» (氷の狙撃手) Tradução: «A Francoatiradora de Gelo»             | 12 de Julho de 2014    |
| 28 | 3    | «Memory Of Fresh Bloods»«Senketsu no Kioku» (鮮血の記憶) Tradução: «Memorias de Sangue Fresco»     | 19 de Julho de 2014    |
| 29 | 4    | «GGO»                                                                                              | 26 de Julho de 2014    |
| 30 | 5    | «Gun and Sword» «Jū to Ken» (銃と剣) Tradução: «Arma e Espada»                                     | 2 de Agosto de 2014    |
| 31 | 6    | «Wasteland Duel» «Kōya no Kettō» (曠野の決闘) Tradução: «Duelo em Terras Desoladas»                | 9 de Agosto de 2014    |
| 32 | 7    | «Crimson Memory» «Kurenai no Kioku» (紅の記憶) Tradução: «Memórias de Escarlate»                   | 16 de Agosto de 2014   |
| 33 | 8    | «Bullet of Bullets» «Baretto obu Barettsu» (バレット・オブ・バレッツ) Tradução: «A Bala das Balas» | 23 de Agosto de 2014   |
| 34 | 9    | «Death Gun» «Desu Gan» (デス・ガン) Tradução: «Death Gun»                                          | 30 de Agosto de 2014   |
| 35 | 10   | «Death Chaser» «Shitsumon» (死の追撃者) Tradução: «O Perseguidor da Morte»                         | 6 de Setembro de 2014  |
| 36 | 11   | «What it Means to be Strong» «Tsuyosa no Imi» (強さの意味) Tradução: «O Sentido da Força»          | 13 de Setembro de 2014 |
| 37 | 12   | "A Bala Fantasma - Parte 1" (幻の銃弾)                                                             | 20 de setembro de 2014 |
| Kirito encontra o verdadeiro inimigo e um combate final entre os dois está prestes a começar. |      | |                        |
| 38 | 13   | "A Bala Fantasma - Parte 2" (ファントム・バレッ)                                                   | 27 de setembro de 2014 |
| Kirito e Death Gun enfrentam-se sob o olhar da desarmada Sinon até que Kirito descobre a verdadeira identidade do assassino Akame ZaZa (Red-eyed XaXa). Sinon esforçadamente, utiliza a sua arma cuja mira se tinha partido para criar uma linha de bala com o propósito de distrair Death Gun por tempo suficiente para que Kirito o finalize (Phantom Bullet). Utilizando a sua espada e arma, Kirito derrota Death Gun. Deixando o Bullet of Bullets com apenas Kirito e Sinon como sobreviventes. Vendo o quão cansado e fraco Kirito estava após a luta, Sinon decide que um duelo não seria justo e utiliza uma granada para que ambos morram ao mesmo tempo, deixando o torneio com dois vencedores. De volta ao mundo real, Sinon recebe a visita do seu até então amigo Kyouji Shinkawa, que revela ser um dos responsáveis pelos ataques de Death Gun. NOTA: Akame Zaza é um dos sobreviventes de SAO. Para mais detalhes, reveja os episódios 05 e 06 do arco de Aincrad. |      | |                        |
| 39 | 14   | "Um Pequeno Passo" (小さな一歩)                                                                    | 04 de outubro de 2014  |
| Após Sinon ser ameaçada por Kyouji Shinkawa que diz matá-la se o rejeitar, ela tenta escapar mas é novamente apanhada. Kirito entra de rompante e ataca o agressor, que apesar de conseguir usar a agulha envenenada, acerta um pequeno dispositivo que tinha sido acidentalmente deixado no seu peito, salvando-o da morte. No bar de Agil, Sinon recebe uma visita de uma pessoa cuja vida havia salvo quatro anos antes, e emociona-se. |      | |                        |
| 39.5 | 14.5 | «Debriefing» «Hōkoku-kai» (報告会) Tradução: «Interrogatório»                                      | 11 de Outubro de 2014  |
| Resumo de todo o arco Phantom Bullet apresentado por Sinon. |      | |                        |

### Arco: Cabilur
Excalibur é o segundo arco, e é o mais curto da 2.ª temporada de SAO e corresponde aos episódos 40-42. Usa dois temas:
- "Courage" (Haruka Tomatsu) - Abertura (EP 40-42)
- "No More Time Machine" (LiSA) - Encerramento (EP 40-42)

| #S | #E | Título                          | Exibição original      |
| -- | -- | ------------------------------- | ---------------------- |
| 40 | 15 | "A Rainha do Lago" (湖の女王)   | 18 de outubro de 2014  |
| 41 | 16 | "O Rei dos Gigantes" (巨人の王) | 25 de outubro de 2014  |
| 42 | 17 | "Excabilur" (エクスキャリバー)  | 01 de novembro de 2014 |

### Arco: Mother's Rosario (MR, ALO 2)
Mother's Rosario é o terceiro e último arco da 2.ª temporada de SAO correspondente aos episódios 43-49. Usa três temas:
- "Courage" (Haruka Tomatsu) - Abertura Versão 2 (EP 43-48) (Não houve abertura no episódio 49)
- "Shirushi" (LiSA) - Encerramento (EP 43-49)
- "Separate Ways" (Haruka Tomatsu) - Insert Song (EP 49)

| #S | #E | Título                                    | Exibição original      |
| -- | -- | ----------------------------------------- | ---------------------- |
| 43 | 18 | "Casa da Floresta" (森の家)               | 8 de novembro de 2014  |
| 44 | 19 | "Zekken" (絶剣)                           | 15 de novembro de 2014 |
| 45 | 20 | "Sleeping Knights" (スリーピング・ナイツ) | 22 de novembro de 2014 |
| 46 | 21 | "Memorial do Espadachim" (剣士の碑)       | 29 de novembro de 2014 |
| 47 | 22 | "Fim da Jornada" (剣士の碑)               | 6 de dezembro de 2014  |
| 48 | 23 | "Começo de um Sonho" (夢の始まり)         | 13 de dezembro de 2014 |
| 49 | 24 | "Mother's Rosario" (マザーズ・ロザリオ)   | 20 de dezembro de 2014 |

[carece de fontes?]

## Terceira Temporada

### Arco: Project Alicization (PA, UWO)
Project Alicization é o principal arco de toda a 3.ª temporada do anime, que ainda está em processo de lançamento e dividido em duas partes: Alicization (50-73) e Alicization - War of Underworld (74-diante). Nesta temporada são usados os temas:

#### Sword Art Online: Alicization

##### Parte 1 - Alicization Beginning
- "Adamas" (LiSA) - Abertura (EP 51-62); Encerramento (EP 50)
- "Iris" (Eir Aoi) - Encerramento (EP 51-62)

| #S | #E | Título                                         | Exibição original      |
| -- | -- | ---------------------------------------------- | ---------------------- |
| 50 | 1  | "Submundo" (アンダーワールド)                  | 6 de outubro de 2018   |
| 51 | 2  | "A Árvore Demoníaca" (悪魔の樹)                | 13 de outubro de 2018  |
| 52 | 3  | "As Montanhas do Fim" (果ての山脈)             | 20 de outubro de 2018  |
| 53 | 4  | "Despedida" (旅立ち)                           | 27 de outubro de 2018  |
| 54 | 5  | "Ocean Turtle" (オーシャン・タートル)          | 3 de novembro de 2018  |
| 55 | 6  | "Projeto Alicization" (アリシアゼーション計画) | 9 de novembro de 2018  |
| 56 | 7  | "Academia da Espada" (剣の学び舎)              | 17 de novembro de 2018 |
| 57 | 8  | "Orgulho de Espadachim" (剣士の矜持)           | 24 de novembro de 2018 |
| 58 | 9  | "Responsabilidade de um Nobre" (貴族の責務)    | 1 de dezembro de 2018  |
| 59 | 10 | "Código de Tabus" (禁忌目録)                   | 8 de dezembro de 2018  |
| 60 | 11 | "Catedral Central" (セントラル・カセドラル)    | 15 de dezembro de 2018 |
| 61 | 12 | "O Sábio da Biblioteca" (図書室の賢者)         | 22 de dezembro de 2018 |
| 62 | 13 | "Mandante e Mediadora" (支配者と調停者)        | 5 de janeiro de 2019   |

##### Parte 2 - Alicization Rising
- "Resister" (ASCA) - Abertura (EP 63-69)
- "forget-me-not" (ReoNa) - Encerramento (EP 63-69)

| #S                                                                          | #E   | Título                                    | Exibição original       |
| --------------------------------------------------------------------------- | ---- | ----------------------------------------- | ----------------------- |
| 63                                                                          | 14   | "O Cavaleiro Escarlate" (紅蓮の騎士)      | 15 de janeiro de 2019   |
| 64                                                                          | 15   | "O Cavaleiro Implacável" (烈日の騎士)     | 19 de janeiro de 2019   |
| 65                                                                          | 16   | "A Cavaleira de Osmanthus" (金木犀の騎士) | 26 de janeiro de 2019   |
| 66                                                                          | 17   | "Trégua" (休戦協定)                       | 2 de fevereiro de 2019  |
| 67                                                                          | 18   | "O Herói Lendário" (伝説の英雄)           | 9 de fevereiro de 2019  |
| 67,5                                                                        | 18,5 | "Recordações" (リコレクション)            | 16 de fevereiro de 2019 |
| Resumo de todos os acontecimentos até o episódio 18 apresentado por Kirito. |      |                                           |                         |
| 68                                                                          | 19   | "O Selo no Olho Direito" (右目の封印)     | 23 de fevereiro de 2019 |
| 69                                                                          | 20   | "Síntese" (シンセサイズ)                  | 2 de março de 2019      |

##### Parte 3 - Alicization Uniting
- "Resister" (ASCA) - Abertura Versão 2 (EP 70,71 e 73); Encerramento (EP 72) (Não ouve abertura no EP 72)
- "forget-me-not" (ReoNa) - Encerramento (EP 70,71 e 73)

| #S | #E | Título                               | Exibição original   |
| -- | -- | ------------------------------------ | ------------------- |
| 70 | 21 | "O 32° Cavaleiro" (三十二番目の騎士) | 9 de março de 2019  |
| 71 | 22 | "O Titã da Espada" (剣の巨人)        | 16 de março de 2019 |
| 72 | 23 | "Administrador" (アドミニストレータ) | 23 de março de 2019 |
| 73 | 24 | "Meu Herói" (ぼくの英雄)             | 30 de março de 2019 |

#### Sword Art Online: Alicization - War of Underworld

##### Parte 4 - Alicization Invading
- "Resolution" (Haruka Tomatsu) - Abertura (EP 74-78)
- "Unlasting" (LiSA) - Encerramento (EP 74-78)

| #S   | #E   | Título                                     | Exibição original     |
| ---- | ---- | ------------------------------------------ | --------------------- |
| 73,5 | 24,5 | "Reflexão" (リフレクション)                | 5 de outubro de 2019  |
| 74   | 25   | "No Extremo Norte" (北の地にて)            | 12 de outubro de 2019 |
| 75   | 26   | "Incursões" (襲撃)                         | 19 de outubro de 2019 |
| 76   | 27   | "O Teste de Carga Final" (最終負荷実験)    | 26 de outubro de 2019 |
| 77   | 28   | "Território das Trevas" (ダークテリトリー) | 2 de novembro de 2019 |
| 78   | 29   | "A Noite Antes da Batalha" (開戦前夜)      | 9 de novembro de 2019 |

##### Parte 5 - Alicization Exploding
- "Resolution" (Haruka Tomatsu) - Abertura (EP 79-81) Abertura Versão 2 (EP 82-83)
- "Unlasting" (LiSA) - Encerramento (EP 79-83)

| #S | #E | Título                                          | Exibição original      |
| -- | -- | ----------------------------------------------- | ---------------------- |
| 79 | 30 | "Batalha dos Cavaleiros" (騎士たちの戦い)       | 16 de novembro de 2019 |
| 80 | 31 | "Estigma do Desqualificado" (失格者の烙印)      | 23 de novembro de 2019 |
| 81 | 32 | "Vida e Sangue" (血と命)                        | 30 de novembro de 2019 |
| 82 | 33 | "Espada e Punho" (剣と拳)                       | 7 de dezembro de 2019  |
| 83 | 34 | "Stacia, a Deusa da Criação" (創世神ステイシア) | 14 de dezembro de 2019 |

##### Parte 6 - Alicization Awakening
- "Resolution" (Haruka Tomatsu) - Abertura Versão 2 (EP 84-85)
- "ANIMA" (ReoNa) - Abertura (EP 86-90)
- "Unlasting" (LiSA) - Encerramento (EP 84-85)
- "I Will..." (Eir Aoi) - Encerramento (EP 86-90)

| #S                                                          | #E   | Título                                      | Exibição original      |
| ----------------------------------------------------------- | ---- | ------------------------------------------- | ---------------------- |
| 84                                                          | 35   | "Escolha sem Coração" (非情の選択)          | 21 de dezembro de 2019 |
| 85                                                          | 36   | "Raio de Luz" (一筋の光)                    | 28 de dezembro de 2019 |
| 85,5                                                        | 36,5 | "Reminiscência" (レミニセンス)              | 4 de julho de 2020     |
| Resumo de tudo o que aconteceu nos 36 episódios anteriores. |      |                                             |                        |
| 86                                                          | 37   | "Guerra do Submundo" (アンダーワールド大戦) | 10 de julho de 2020    |
| 87                                                          | 38   | "Fim da Eternidade" (無限の果て)            | 18 de julho de 2020    |
| 88                                                          | 39   | "Instigação" (扇動)                         | 25 de julho de 2020    |
| 89                                                          | 40   | "Código 871" (コード871)                    | 1 de agosto de 2020    |
| 90                                                          | 41   | "O Filho do Diabo" (悪魔の子)               | 8 de agosto de 2020    |

##### Parte 7 - Alicization Lasting
- "ANIMA" (ReoNa) - Abertura (EP 91 em diante)
- "I Will..." (Eir Aoi) - Encerramento (EP 91 em diante)

| #S | #E | Título                               | Exibição original      |
| -- | -- | ------------------------------------ | ---------------------- |
| 91 | 42 | "Memórias" (記憶)                    | 15 de agosto de 2020   |
| 92 | 43 | "Despertar" (覚醒)                   | 22 de agosto de 2020   |
| 93 | 44 | "A Espada do Céu Noturno" (夜空の剣) | 29 de agosto de 2020   |
| 94 | 45 | "Além do Tempo" (時の彼方)           | 5 de setembro de 2020  |
| 95 | 46 | "Alice" (アリス)                     | 12 de agosto de 2020   |
| 96 | 47 | "New World" (ニューワールド)         | 19 de setembro de 2020 |